# عادل ذو الفقار باشيتش
عادل ذو الفقار باشيتش (23 ديسمبر 1921 - 21 يوليو 2008) كان مفكرًا وسياسيًا بوسنيًا بارزًا، ونائبًا لرئيس جمهورية البوسنة والهرسك خلال حرب البوسنة في التسعينيات في عهد علي عزت بيغوفيتش أول رئيس للبوسنة. تقاعد بعد الحرب من السياسة وافتتح المعهد البشناقي، وهو متحف في سراييفو يركز على الثقافة البوسنية.

## النشأة
وُلد ذو الفقار باشيتش في 23 ديسمبر 1921 في بلدة فوتشا التي تقع على طول نهر درينا في مملكة يوغوسلافيا (البوسنة والهرسك الآن) لأب يدعى حسين ذو الفقار باشيتش ووأم تدعى زاهيدة.

## الحرب العالمية الثانية والمنفى
انضم ذو الفقار باشيتش إلى الحزب الشيوعي اليوغوسلافي في عام 1938 وأصبح منظم الحزب، في عام 1941 انضم إلى أنصار يوغوسلافيا وكان عضوًا في لواء الثوار «النجمة» في فارش. تم القبض عليه عام 1942 خلال الحرب العالمية الثانية من قبل الأوستاشا (القوات الكرواتية الموالية للنازية) في سراييفو وتعرض للتعذيب على أيديهم وحكم عليهم بالإعدام، إلا أنه هرب بمساعدة الحزبيين اليوغوسلافيين. مع انتهاء الحرب بالنصر على قوى المحور في عام 1945، وصل الشيوعيون إلى السلطة وعُين ذو الفقار باشيتش نائبًا لوزير التجار، لكنه سرعان ما أصيب بخيبة أمل من حكومة جوزيب بروز تيتو وفر إلى المنفى في زيورخ بسويسرا. 

## سقوط يوغوسلافيا
ضم حزب العمل الديمقراطي (تأسس عام 1990) في بداياته قومية علمانية ذات نفوذ كبير، بقيادة ذو الفقار باشيتش ومحمد فيليبوفيتش.
وافقت صربيا والجبل الأسود والأراضي التي يسيطر عليها الصرب في كرواتيا (كرايينا الصربية) في 26 ديسمبر 1991 على تشكيل «يوغوسلافيا الثالثة» الجديدة،  وبُذلت جهود أيضًا في عام 1991 لإدراج البوسنة والهرسك في الاتحاد، مع إجراء مفاوضات بين ميلوسيفيتش والحزب الديمقراطي الصربي في البوسنة، ومؤيد الاتحاد البوسني ونائب رئيس البوسنة عادل ذو الفقار باشيتش بشأن هذه المسألة. اعتقد ذو الفقار باشيتش أن البوسنة يمكن أن تستفيد من محاولة تشكيل اتحاد مع صربيا والجبل الأسود وكرايينا، ودعم تسوية بين الصرب والبوشناق، حيث سيتم ضم كرايينا الصربية وسنجق البوسنية من صربيا إلى البوسنة الكبرى التي ستكون ضمن اتحاد أكبر مع صربيا والجبل الأسود، التي من شأنها أن تؤمن وحدة الصرب والبوشناق. عارض اقتراح ذو الفقار باشيتش أي كانتونات للبوسنة، لم يُدرج صرب البوسنة اقتراح ذو الفقار باشيتش إلى جانب مقترحاتهم، ومع ذلك، واصل ميلوسيفيتش المفاوضات مع ذو الفقار باشيتش لإدراج البوسنة في يوغوسلافيا الجديدة. انتهت الجهود المبذولة لإدراج البوسنة بأكملها في يوغوسلافيا الجديدة فعليًا بحلول أواخر عام 1991 حيث خطط عزت بيغوفيتش لإجراء استفتاء على الاستقلال بينما شكل الصرب البوسنيون والكروات البوسنيون مناطق حكم ذاتي.
عاد ذو الفقار باشيتش إلى البوسنة والهرسك وفي الفترة التي سبقت حرب البوسنة، حيث أجرت البوسنة والهرسك استفتاء على الاستقلال،  وقف إلى جانب الرئيس البوسني المستقبلي علي عزت بيغوفيتش. كان عضوا في حزب العمل الديمقراطي بزعامة عزت بيغوفيتش، لكنه سرعان ما شكل حزبا آخر بسبب اختلاف وجهات النظر السياسية، وهو منظمة البشناق الإسلامية مع محمد فيليبوفيتش.

## ما بعد الحرب
أنشأ ذو الفقار باشيتش المعهد البشناقي في عام 2001 في سراييفو، وتم انتخابه في عام 2002 عضوا فخريا في أكاديمية العلوم والفنون في البوسنة والهرسك.

## كتب
- Adil Zulfikarpašić (1998). The Bosniak. C.Hurst & Co. Ltd. ISBN:1-85065-339-9.Gace, N., Đilas, M. (1998), The Bosniak: Adil Zulfikarpasic, London, Hurst & Company
- Filandra, Š., Karic, E. (2004), The Bosniac Idea, Zagreb, Globus
- Imamović, M. (1996), Bošnjaci u emigraciji: monografija Bosanskih pogleda, Sarajevo, Bošnjački institut Zurich, Odjel Sarajevo
- ذو الفقار باشيتشć, A. (1991), Članci i intervjui povodom 70-godišnjice, Sarajevo, Bošnjački institut
- ذو الفقار باشيتشć, A., Gotovac, V., Tripalo M., Banac, I. (1995), Okovana Bosna, Zurich, Bošnjački institut
- ذو الفقار باشيتشć, A. (2005), Osvrti, Sarajevo, Bošnjački institut – Fondacija Adila ذو الفقار باشيتشća
- Zulfikarpasic, A., Bučar, F. (2001), Sudbonosni događaji: historijski presjek presudnih zbivanja i propusta, Sarajevo, Bošnjački institut – Fondacija Adila ذو الفقار باشيتشća